# Championnat de Pologne de football
Cet article traite uniquement de la compétition masculine. Pour la compétition féminine, voir Championnat de Pologne de football féminin.
Le championnat de Pologne de football, appelé également Ekstraklasa (prononcer /ˌɛkstraˈklasa/), est le championnat professionnel de football de plus haut niveau dans la hiérarchie du football polonais. Il a été créé officiellement le 1er mars 1927 à Varsovie, mais était déjà organisé depuis le 4 décembre 1926, sans être reconnu par la fédération polonaise de football (PZPN).
La première édition officielle du championnat s'est tenue en 1927 (du 3 avril au 13 novembre), sous le nom de Liga Piłki Nożnej. Ce premier championnat officiel a vu s'imposer le Wisła Cracovie devant le 1. FC Katowice, club à minorité allemande.
Le Lech Poznań est le tenant du titre après avoir remporté l'édition 2024-2025 d'Ekstraklasa. Le Legia Varsovie, le Górnik Zabrze et le Ruch Chorzów sont les clubs les plus titrés du pays (15 succès pour le Legia Varsovie, 14 pour le Górnik  Zabrze et le Ruch Chorzów).

## Histoire

### Championnat de Pologne de football (1920-1926)
| Palmarès (1920-1926)                                                                                                 |
| --- |
| 1921 : KS Cracovia 1922 : Pogoń Lwów 1923 : Pogoń Lwów 1924 : Pas de championnat 1925 : Pogoń Lwów 1926 : Pogoń Lwów |

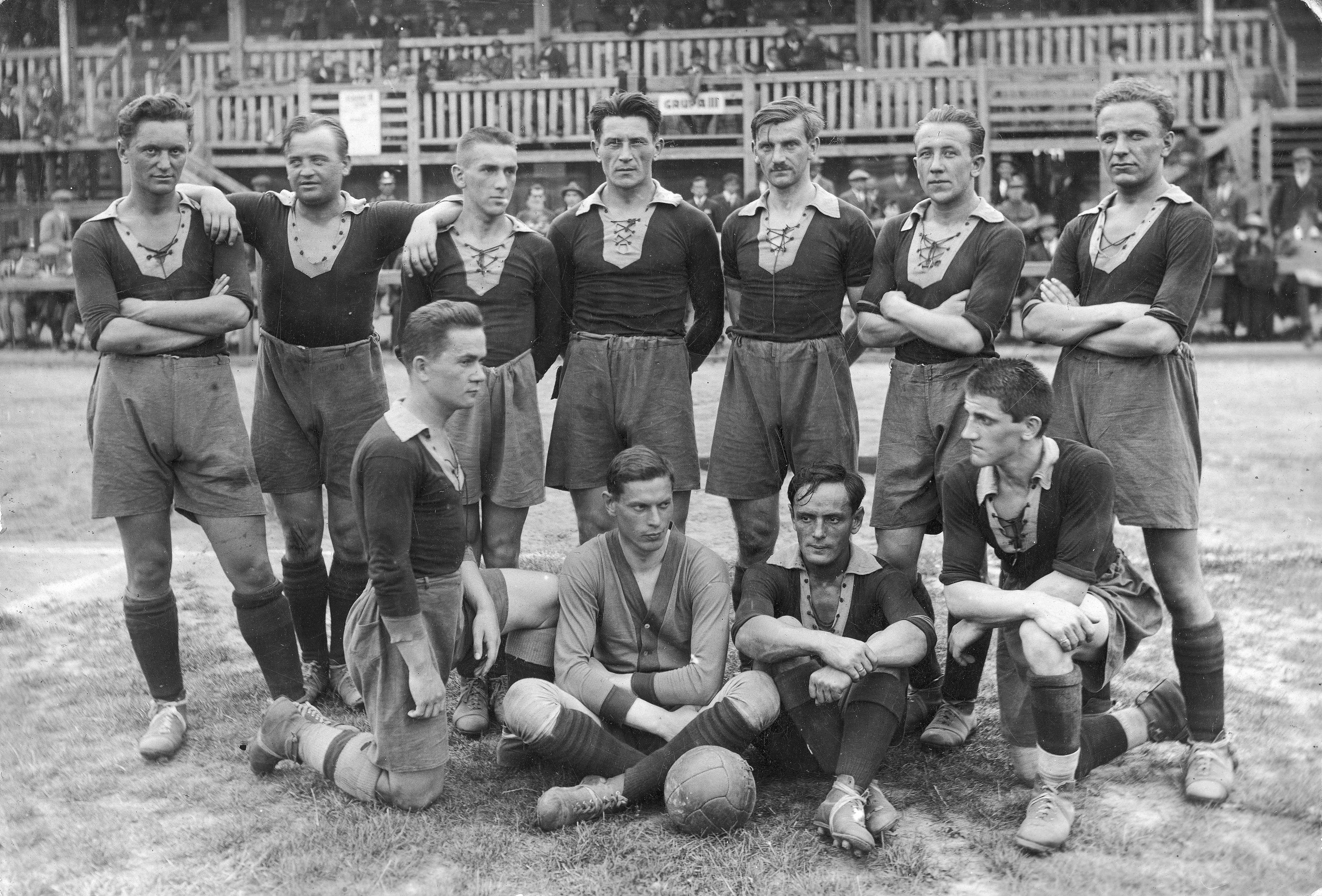
Pogoń Lwów, champion en 1926

En 1921, la première édition complète du championnat à lieu. Elle regroupe les meilleurs clubs de la Deuxième République polonaise. Cette saison, regroupe les vainqueurs des différents championnats régionaux. Elle est remportée par le KS Cracovia qui devient ainsi le premier champion de Pologne.
La deuxième édition du championnat regroupe les différents champions régionaux dans deux poules. Les vainqueurs des deux groupes s'affrontent en match aller-retour et le Pogoń Lwów s'impose face au Warta Poznań et remporte son premier titre. La saison suivante et organiser de la même manière et le Pogoń Lwów conserve son titre face au Wisła Cracovie.
L'édition 1924, du championnat n'a pas lieu car la Fédération polonaise décide de privilégier l'équipe national pour les Jeux olympiques d'été de 1924. Le championnat reprend pour l'édition 1925 qui regroupe en trois poules, les différents champions régionaux. Les vainqueurs se retrouvent dans une poule unique et le vainqueur de cette poule est sacré champion de Pologne. Le Pogoń Lwów conserve son titre face au Warta Poznań et au Wisła Cracovie.
L'édition de 1926, a le même format et le Pogoń Lwów conserve son titre et est titré pour la quatrième fois de suite face au Polonia Varsovie et au Warta Poznań.

### Création du championnat et domination des clubs de Cracovie (1927-1932)
| Palmarès (1927-1932) |
| --- |
| 1927 : Wisła Cracovie 1928 : Wisła Cracovie 1929 : Warta Poznań 1930 : KS Cracovia 1931 : Garbarnia Cracovie 1932 : KS Cracovia |

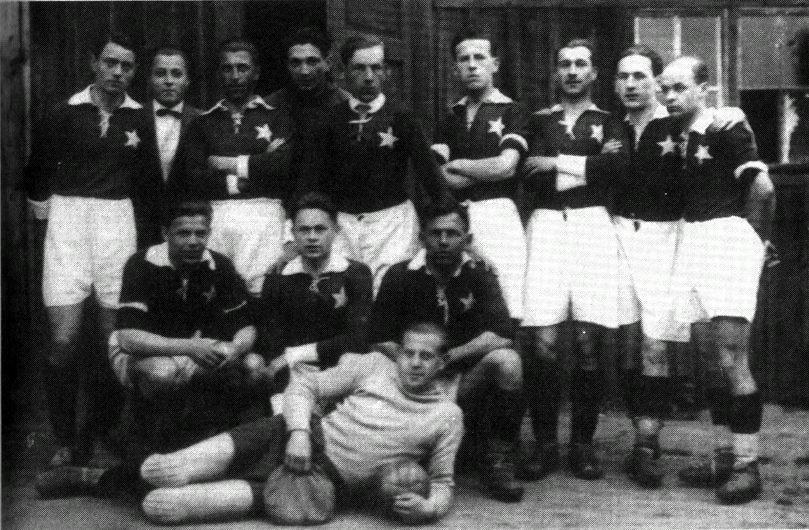
Wisła Cracovie, champion en 1927

La saison 1927 est la première saison de l'histoire du championnat avec une poule unique et elle se déroule sous le nom de Liga. Cette édition réunie les quatorze meilleures équipes polonaises en dehors du KS Cracovia qui était opposé à la création de cette ligue. Le championnat ne se déroulera plus avec les champions régionaux, mais avec les meilleures équipes de la saison précédente. Le Wisła Cracovie remporte cette première édition devant le 1. FC Katowice.
La saison 1928 comporte quinze et le Wisła Cracovie conserve son titre devant le Warta Poznań. Pour la saison suivante le Warta Poznań remporte son premier titre, 1 point devant le Garbarnia Cracovie. Cette saison comportait 13 équipes et la saison 1930 en comporte 12. Cette édition est remportée par le KS Cracovia devant un autre club de la ville le Wisła Cracovie.
Lors de la saison 1931 le Garbarnia Cracovie remporte le titre avec un point de plus que le Wisła Cracovie et le Legia Varsovie. La saison suivante, le KS Cracovia remporte son troisième titre de champion un point devant le Pogoń Lwów.

### Domination du Ruch Chorzów (1933-1939)
| Palmarès (1933-1939) |
| --- |
| 1933 : Ruch Chorzów 1934 : Ruch Chorzów 1935 : Ruch Chorzów 1936 : Ruch Chorzów 1937 : KS Cracovia 1938 : Ruch Chorzów 1939 : abandonné |

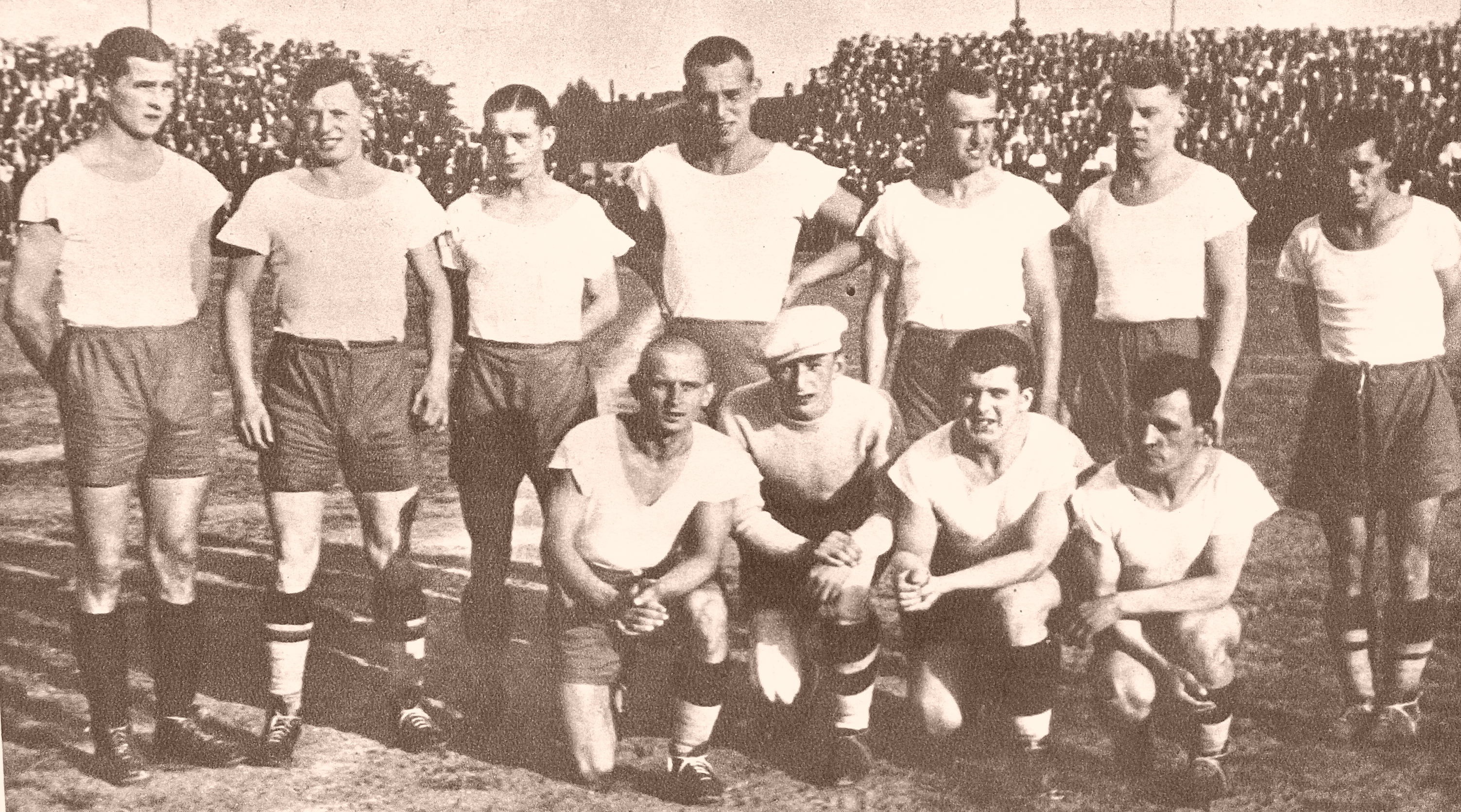
Ruch Chorzów, champion en 1938

La saison 1933 est différente des précédentes, car le championnat se divise en deux poules de six équipes. Les trois premiers de chaque poule se qualifie pour le groupe pour le titre tandis, que les trois derniers de chaque groupe joue dans un groupe de relégation. À l'issue de la saison c'est le Ruch Chorzów qui remporte son premier titre de champion devant le Pogoń Lwów et le Wisła Cracovie. L'édition de la saison 1934 du championnat est organisé sous la forme d'une poule unique où sont présents les douze meilleurs clubs du pays. Le Ruch Chorzów conserve son titre avec 7 points d'avance sur le KS Cracovia.
Pour la saison 1935, le championnat ne comporte que 11 clubs dans une poule unique. Le Ruch Chorzów conserve son titre devant le Pogoń Lwów et le Warta Poznań. Lors de la saison suivante le championnat comprend 10 équipes qui se disputent le titre. Le Ruch Chorzów conserve son titre pour la quatrième fois de suite et égalise le record du Pogoń Lwów.
À la suite de l'exclusion du Dąb Katowice pour un match truqué lors de la saison précédente l'édition 1937 se déroule avec seulement 9 clubs. Le championnat est remporté par le KS Cracovia qui était de retour en première division après un an d'absence. C'est le quatrième titre du club et il rejoint le Pogoń Lwów et le Ruch Chorzów en tant que club le plus titré du pays. L'édition 1938 est remporté par le Ruch Chorzów qui est champion pour la cinquième fois de son histoire et devient seul le club le plus titré de Pologne.
La saison 1939 n'est pas allé à son terme à la suite de l'invasion de la Pologne et du déclenchement de la Seconde Guerre mondiale. LE championnat s'arrête le 31 août 1939 et ne reprendra pas. Le Ruch Chorzów était leader du championnat à ce moment-là, mais ne sera pas titré.

### Reprise du championnat après la guerre et création de la I liga (1946-1956)
| Palmarès (1946-1956) |
| --- |
| 1946 : Polonia Varsovie 1947 : Warta Poznań 1948 : KS Cracovia 1949 : Wisła Cracovie 1950 : Wisła Cracovie 1951 : Ruch Chorzów 1952 : Ruch Chorzów 1953 : Ruch Chorzów 1954 : Polonia Bytom 1955 : Legia Varsovie 1956 : Legia Varsovie |

Le championnat de Pologne reprend après la guerre en 1946. Pour cette édition, les dix-huit champions régionaux s'affrontent dans un format de coupe. Les quatre meilleures équipes se retrouvent dans un mini-championnat dont le vainqueur est sacré champion de Pologne. Le Polonia Varsovie remporte le titre et est sacré champion pour la première fois de son histoire. Pour la saison 1947, le championnat change encore de format et réunit 28 équipes réparties dans 3 groupes. Les vainqueurs de chaque groupe se retrouvent dans un mini-championnat qui déterminera le champion de Pologne. C'est le Warta Poznań qui remporte le titre et est sacré pour la deuxième fois de son histoire.
La saison 1948 marque la création de la I liga. Le championnat est organisé sous la forme d'une poule unique composée des quatorze meilleurs clubs de Pologne. À l'issue de la saison, deux clubs de Cracovie terminent à égalité de points en tête du championnat. Le KS Cracovia et Wisła Cracovie s'affrontent dans un match unique pour déterminer le champion. Le KS Cracovia remporte le match 3-1 et est sacré champion pour la cinquième fois de son histoire et rejoint le Ruch Chorzów en tête du palmarès du championnat.
Pour la saison 1949, le championnat est réduit et ne comporte plus que 12 clubs dans une poule unique. Le Wisła Cracovie remporte son troisième titre un point devant le KS Cracovia. Le Wisła Cracovie conserve son titre lors de la saison 1950 en terminant un point devant le Ruch Chorzów.
La saison 1951 est particulière car la Fédération polonaise de football décide de donner le titre au vainqueur de la Coupe de Pologne qui vient d'être restauré. Le Ruch Chorzów est donc sacré champion alors que le club avait terminé à la sixième place du championnat à la place du Wisła Cracovie qui avait terminé à la première place. C'est le sixième titre du Ruch Chorzów qui devient le club le plus titré de l'histoire du championnat.
La saison 1952 est elle aussi particulière car les douze clubs sont répartis en deux groupes de six équipes. Les vainqueurs de chaque groupe se retrouve en finale. Le Polonia Bytom et le Ruch Chorzów s'affrontent donc pour déterminer le champion de Pologne. C'est ce dernier qui remporte la confrontation et conserve son titre.
Lors de la saison 1953, le Ruch Chorzów conserve son titre avec une large avance de dix points sur le Wawel Cracovie. Lors de la saison 1954 le Wawel Cracovie est obligé de déclarer forfait et le championnat se déroule alors avec seulement onze équipes. Le Polonia Bytom est sacré champion pour la première fois de son histoire devant le ŁKS Łódź et le Ruch Chorzów à la différence de but.
Lors de la saison 1955, le Legia Varsovie remporte son premier titre alors qu'il s'appelle CWKS Varsovie. Le club a terminé à un point du promu le Zagłębie Sosnowiec. Le Legia Varsovie conserve son titre lors de la saison suivante en terminant cinq points devant le Ruch Chorzów.

### Réforme du championnat et domination du Górnik Zabrze (1957-1972)
| Palmarès (1957-1972) |
| --- |
| 1957 : Górnik Zabrze 1958 : ŁKS Łódź 1959 : Górnik Zabrze 1960 : Ruch Chorzów 1961 : Górnik Zabrze 1962 : Polonia Bytom 1962-1963 : Górnik Zabrze 1963-1964 : Górnik Zabrze 1964-1965 : Górnik Zabrze 1965-1966 : Górnik Zabrze 1966-1967 : Górnik Zabrze 1967-1968 : Ruch Chorzów 1968-1969 : Legia Varsovie 1969-1970 : Legia Varsovie 1970-1971 : Górnik Zabrze 1971-1972 : Górnik Zabrze |

Lors de la saison 1957 le Górnik Zabrze remporte son premier titre en terminant premier à un point du Gwardia Varsovie. Le ŁKS Łódź remporte le titre la saison en ayant un point de plus que le Polonia Bytom, c'est le premier titre de l'histoire du club. Lors de la saison 1959 le Górnik Zabrze remporte le deuxième titre de son histoire en ayant six points de plus que le Polonia Bytom. La saison suivante le Ruch Chorzów remporte son huitième titre en ayant un point de plus que le Legia Varsovie.
Lors de la saison 1961 le championnat rassemble, pour la première fois, les quatorze meilleures équipes de Pologne. Le Górnik Zabrze remporte le titre avec huit points d'avance sur le Polonia Bytom. L'édition suivante est une édition suivante car elle permet le passage d'un format de saison basé sur l'année civile à un format de saison basé sur deux années civiles différentes. L'édition 1962 sert donc de transition. Pour cette édition le championnat se divise en deux groupes de sept équipes. Les vainqueurs de groupe se retrouvent en finale pour désigner le champion de Pologne. Le Górnik Zabrze est battu en finale par le Polonia Bytom qui remporte son deuxième titre.
L'édition 1962-1963 est la première édition basée sur deux années civiles différentes. Le championnat est remporté par le Górnik Zabrze qui a cinq points d'avance sur le Ruch Chorzów et remporte ainsi son quatrième titre. La saison suivante le Górnik Zabrze conserve son titre en ayant neuf points d'avance sur ses poursuivants. La saison 1964-1965 est remporté par le Górnik Zabrze qui possède cinq points d'avance sur le Szombierki Bytom. Lors de la saison suivante le Górnik Zabrze conserve son titre en possédant dix points d'avance sur le promu le Wisła Cracovie. Lors de la saison 1966-1967 le Górnik Zabrze conserve son titre avec trois points d'avance sur le Zagłębie Sosnowiec. De plus le club de Zabrze établit le record de titres consécutifs à cinq battants le record jusque-là établit par le Pogoń Lwów et le Ruch Chorzów.

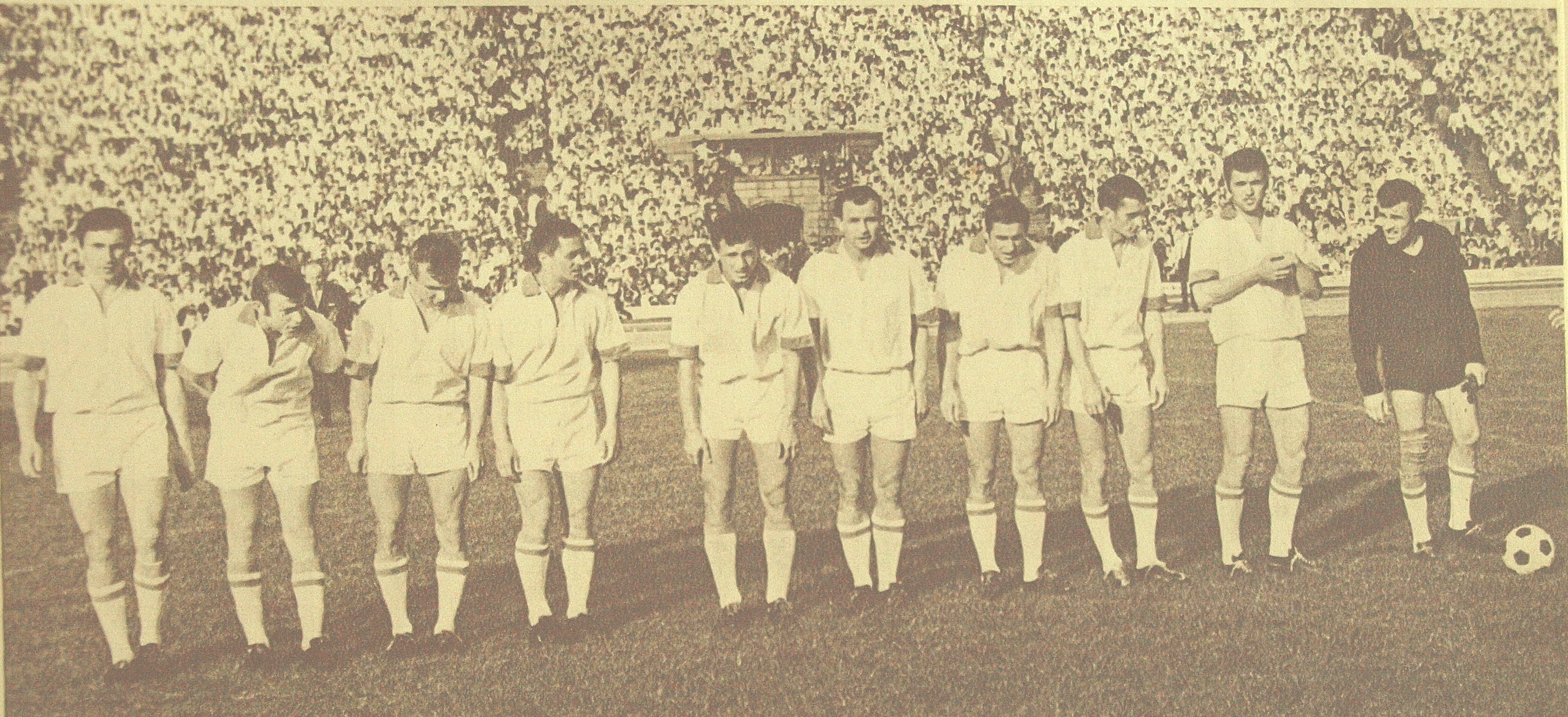
Ruch Chorzów, champion en 1967-1968

Le Ruch Chorzów met fin à la période de cinq titres consécutifs du Górnik Zabrze en étant champion durant la saison 1967-1968 avec trois points d'avance sur le Legia Varsovie et remporte son neuvième titre. Le Legia Varsovie remporte son troisième titre durant la saison 1968-1969 terminant deux points devant le Górnik Zabrze. Lors de la saison suivante le Legia Varsovie conserve son titre en ayant cinq points d'avance sur ses poursuivants. Lors de la Coupe d'Europe des vainqueurs de coupe de 1969-1970 le Górnik Zabrze devient le premier club polonais à atteindre la finale d'une compétition européenne qui sera perdu face au club anglais de Manchester City.
Lors de la saison 1970-1971 le Górnik Zabrze remporte son neuvième titre en ayant cinq points d'avance sur le Legia Varsovie. En remportant le titre durant la saison 1971-1972 le Górnik Zabrze devient le club le plus titré de Pologne en compagnie du Ruch Chorzów avec dix titres. En remportant ce titre le club de Zabrze a remporté dix titres durant les quinze années précédentes dominant le championnat polonais.

### Période ouverte (1972-1984)
| Palmarès (1972-1984) |
| --- |
| 1972-1973 : Stal Mielec 1973-1974 : Ruch Chorzów 1974-1975 : Ruch Chorzów 1975-1976 : Stal Mielec 1976-1977 : Śląsk Wrocław 1977-1978 : Wisła Cracovie 1978-1979 : Ruch Chorzów 1979-1980 : Szombierki Bytom 1980-1981 : Widzew Łódź 1981-1982 : Widzew Łódź 1982-1983 : Lech Poznań 1983-1984 : Lech Poznań |

Lors de la saison 1972-1973 le Stal Mielec remporte son premier titre de champion avec trois points d'avance sur le Ruch Chorzów. La saison 1973-1974 marque le passage du championnat à une ligue de seize clubs. Cette édition est remportée par le Ruch Chorzów avec trois points d'avance sur le Górnik Zabrze. En remportant son onzième titre le Ruch Chorzów redevient seul le club le plus titré de Pologne. La saison suivante le club de Chorzów conserve son titre avec six points d'avance sur le Stal Mielec.
Le Stal Mielec remporte son deuxième titre de champion durant la saison 1975-1976 grâce à une différence de but avantageuse par rapport au GKS Tychy. Lors de la saison suivante le Śląsk Wrocław remporte le premier titre de son histoire en ayant trois points d'avance sur le Widzew Łódź.
Lors de la saison 1977-1978 en remportant le titre de champion pour la cinquième fois de son histoire le Wisła Cracovie met fin à une période de 28 ans sans titre. Ce titre remet sur le devant de la scène un club de la ville de Cracovie après 28 ans sans titre. Lors de la saison suivante le Ruch Chorzów remporte son titre grâce à une différence de but avantageuse devant le Widzew Łódź. Le Szombierki Bytom remporte son premier titre de champion durant la saison 1979-1980 avec trois points d'avance sur ses poursuivants.
Lors de la saison 1980-1981 le Widzew Łódź remporte son premier titre avec deux points d'avance sur le Wisła Cracovie. La saison suivante le Widzew Łódź conserve son titre devant le Śląsk Wrocław avec le même nombre de points.
À l'issue de la saison 1982-1983 le Lech Poznań remporte son premier titre de Pologne avec un point d'avance sur le Widzew Łódź. Lors de la saison suivante le Lech Poznań conserve son titre.

### Nouvelle domination du Górnik Zabrze (1984-1988)
| Palmarès (1984-1988)                                                                                    |
| --- |
| 1984-1985 : Górnik Zabrze 1985-1986 : Górnik Zabrze 1986-1987 : Górnik Zabrze 1987-1988 : Górnik Zabrze |

Lors de la saison 1984-1985 le Górnik Zabrze remporte de nouveau le championnat après douze ans sans titre en ayant un point d'avance sur le Legia Varsovie. La saison suivante le Górnik Zabrze est de nouveau champion avec quatre points d'avance sur le Legia Varsovie.
Lors de la saison 1986-1987 le Górnik Zabrze remporte son treizième titre de champion et égalise le record du Ruch Chorzów. En conservant son titre avec onze points d'avance sur le GKS Katowice la saison suivante le Górnik Zabrze devient le club le plus titré de Pologne avec quatorze titres.

### Nouvelle période ouverte (1988-1998)
| Palmarès (1988-1998) |
| --- |
| 1988-1989 : Ruch Chorzów 1989-1990 : Lech Poznań 1990-1991 : Zagłębie Lubin 1991-1992 : Lech Poznań 1992-1993 : Lech Poznań 1993-1994 : Legia Varsovie 1994-1995 : Legia Varsovie 1995-1996 : Widzew Łódź 1996-1997 : Widzew Łódź 1997-1998 : ŁKS Łódź |

Lors de la saison 1988-1989 le Ruch Chorzów, promu, remporte le championnat et rejoins-le Górnik Zabrze avec ces quatorze titres. Ce titre arrive après une période de 10 ans sans titre pour le club de Chorzów. La saison suivante le Lech Poznań remporte son troisième titre avec deux points d'avance sur le Zagłębie Lubin et le GKS Katowice. Le Zagłębie Lubin remporte son premier titre durant la saison 1990-1991.
Pour la saison 1991-1992 le championnat change et comporte maintenant dix-huit clubs. Cette première édition à dix-huit est remportée par le Lech Poznań qui remporte son quatrième titre. Lors de la saison suivante le Lech Poznań remporte le titre à la suite d'une décision de la Fédération polonaise de football. En effet, deux points ont été retirés au Legia Varsovie et au ŁKS Łódź car la fédération a estimé que les deux clubs avaient truqués leur dernier match.
Lors de la saison 1993-1994 le Legia Varsovie remporte le championnat malgré leur pénalité de trois points. Lors de la saison suivante le Legia Varsovie remporte son sixième titre avec six points d'avance sur le Widzew Łódź.
Le Widzew Łódź remporte son premier à l'issue de la saison 1995-1996 avec trois points d'avance sur le Legia Varsovie. De même le Widzew Łódź est de nouveau champion la saison suivante.
Lors de la saison 1997-1998 le ŁKS Łódź remporte son deuxième titre trente ans après le premier.

### Période de domination du Wisła Cracovie (1998-2011)
| Palmarès (1998-2011) |
| --- |
| 1998-1999 : Wisła Cracovie 1999-2000 : Polonia Varsovie 2000-2001 : Wisła Cracovie 2001-2002 : Legia Varsovie 2002-2003 : Wisła Cracovie 2003-2004 : Wisła Cracovie 2004-2005 : Wisła Cracovie 2005-2006 : Legia Varsovie 2006-2007 : Zagłębie Lubin 2007-2008 : Wisła Cracovie 2008-2009 : Wisła Cracovie 2009-2010 : Lech Poznań 2010-2011 : Wisła Cracovie |

Lors de la saison 1998-1999 le championnat repasse à seize clubs. Cette édition est remportée par le Wisła Cracovie remporte son sixième titre, vingt-et-un ans après le dernier. Lors de la saison suivante le Polonia Varsovie remporte son deuxième titre avec neuf points d'avance sur le Wisła Cracovie. Ce titre arrive cinquante-quatre ans après le premier. À l'issue de la saison 2000-2001 le Wisła Cracovie est sacré champion avec neuf points d'avance sur le Pogoń Szczecin.
La saison 2001-2002 a un format différent des précédentes. En effet, le championnat se déroule en deux phases. Lors de la première phase les clubs sont répartis en deux groupes de huit. Les quatre meilleurs de chaque groupe disputeront le groupe pour le titre et les quatre derniers disputent le groupe de relégation. Cette édition est remportée par le Legia Varsovie avec un point d'avance sur le Wisła Cracovie.
Le championnat retrouve un format plus classique dès la saison 2002-2003 en étant organisé en un seul groupe de seize clubs. Le Wisła Cracovie remporte son huitième tire à l'issue de cette édition avec six points d'avance sur Dyskobolia Grodzisk.
Pour la saison 2003-2004 le championnat se déroule avec quatorze clubs et est remporté par le Wisła Cracovie qui possède cinq points d'avance sur le Legia Varsovie. La saison suivante le Wisła Cracovie conserve son titre.
Le 12 septembre 2005, un nouveau sponsor fait son apparition, arrivant de France : Orange. En effet, la société France Télécom (propriétaire d'Orange) rachetant la compagnie téléphonique polonaise Idea, impose donc le nom de sa filiale au championnat de Pologne. Ce changement a été rendu définitif le 16 septembre, en compagnie des responsables de la PZPN et de l'entreprise française de télécommunications.
Pour la saison 2005-2006, une quatrième place européenne est distribuée, qualifiant le 4e pour la Coupe Intertoto. De plus le championnat se déroule de nouveau avec quatorze équipes. Cette édition est remportée par le Legia Varsovie avec deux points d'avance sur le Wisła Cracovie. La saison suivante le Zagłębie Lubin remporte son deuxième titre seize ans après le premier en ayant un point d'avance sur le GKS Bełchatów. Lors de la saison 2007-2008 le Wisła Cracovie remporte son onzième titre avec une large avance de quatorze points sur le Legia Varsovie.
Le 7 janvier 2007, plusieurs hauts dirigeants du football polonais se rassemblent à Varsovie, en vue d'établir une future réforme concernant la première division, et à appliquer pour le début de la saison 2008-09. La structure du championnat change quelque peu, admettant des différences aux points et aux buts particulières. En effet, en cas d'égalité, les résultats obtenus lors des faces-à-faces sont prioritaires, contrairement aux années précédentes où seule la différence de but globale était prise en compte.
Lors de la saison 2008-2009 le Wisła Cracovie conserve son titre avec une avance de trois points sur le Legia Varsovie. Lors de la saison suivante le Lech Poznań remporte son sixième titre dix-sept ans après le précédent. À l'issue de la saison 2010-2011 le Wisła Cracovie remporte son treizième titre avec sept points d'avance sur le Śląsk Wrocław.

### Réforme du championnat et domination du Legia Varsovie (depuis 2011)
| Palmarès (2011-2020) |
| --- |
| 2011-2012 : Śląsk Wrocław 2012-2013 : Legia Varsovie 2013-2014 : Legia Varsovie 2014-2015 : Lech Poznań 2015-2016 : Legia Varsovie 2016-2017 : Legia Varsovie 2017-2018 : Legia Varsovie 2018-2019 : Piast Gliwice 2019-2020 : Legia Varsovie 2020-2021 : Legia Varsovie 2021-2022 : Lech Poznań 2022-2023 : Raków Częstochowa 2023-2024 : Jagiellonia Białystok 2024-2025 : Lech Poznań |

Lors de la saison 2011-2012 le Śląsk Wrocław remporte son deuxième titre avec un point d'avance sur le Ruch Chorzów. Ce titre arrive quarante ans après le premier. Lors de la saison suivante le Legia Varsovie remporte son neuvième titre en ayant six points d'avance sur le Lech Poznań.
Le 5 avril 2013, le Conseil de surveillance d'Ekstraklasa SA, société organisatrice du championnat, annonce le changement de la formule de la compétition. Le championnat est divisé en deux phases, une phase classique de trente matches et une seconde de sept matches lors de laquelle les seize équipes jouent soit le titre de champion soit le maintien. Cette formule est appliquée dès la saison 2013-2014. En novembre de la même année, la fédération décide de créer des quotas d'étrangers : dès la saison 2015-2016, seuls trois joueurs n'ayant pas la citoyenneté européenne seront acceptés dans chaque équipe, puis deux la saison suivante.

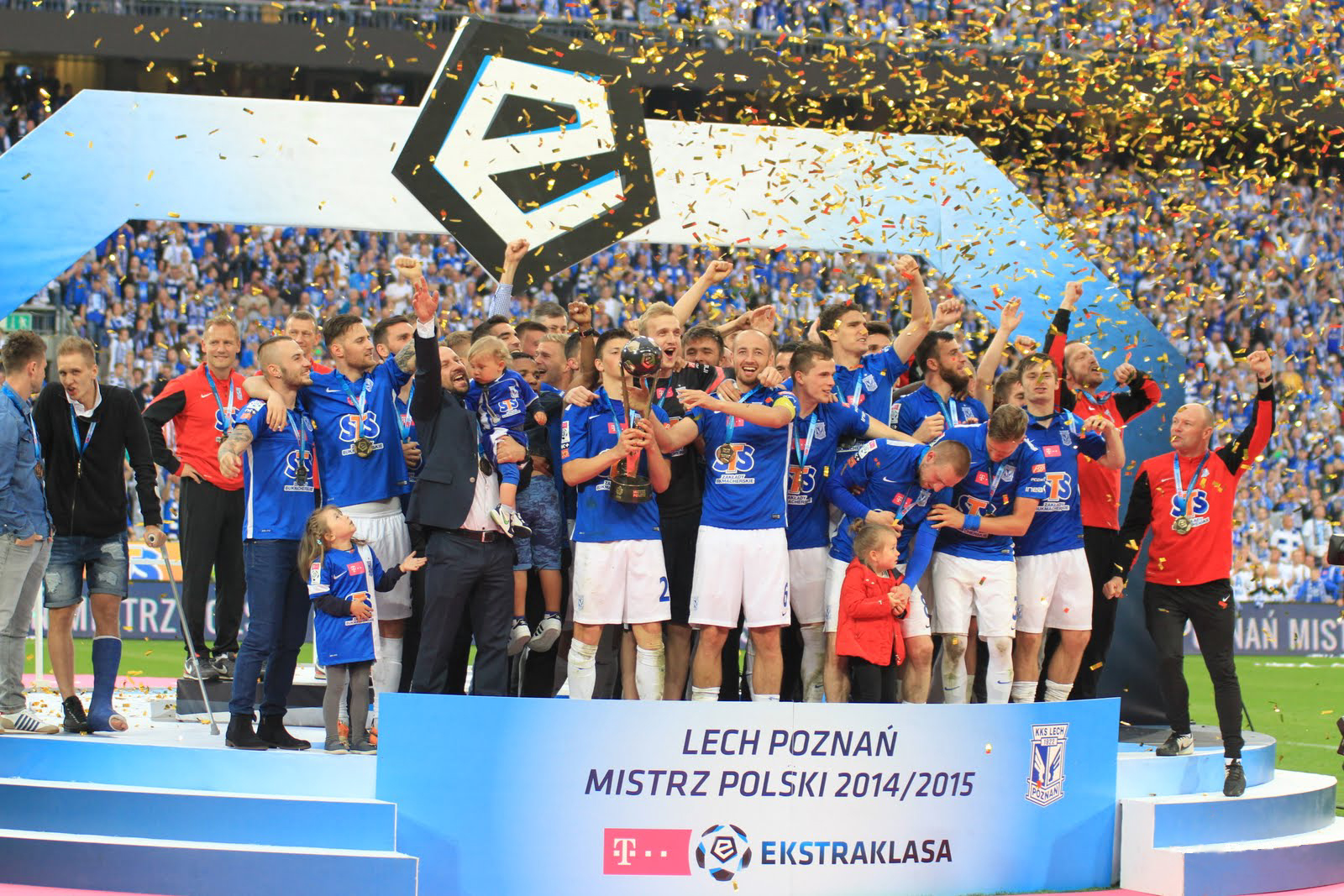
Lech Poznań, champion en 2015

La première édition de cette version du championnat est remportée par le Legia Varsovie avec dix points d'avance sur le Lech Poznań. Lors de la saison suivante le Lech Poznań remporte son septième titre avec seulement un point d'avance sur le Legia Varsovie.
Lors de la saison 2015-2016 le Legia Varsovie est sacré champion pour la onzième fois de son histoire avec trois points d'avance sur le Piast Gliwice. À l'issue de la saison suivante le Legia Varsovie est sacré champion avec deux points d'avance sur ses poursuivants. Lors de la saison 2017-2018 le Legia Varsovie remporte le titre pour la troisième fois consécutive avec trois points d'avance sur le Jagiellonia Białystok. À l'issue de la saison 2018-2019 le Piast Gliwice est sacré pour la première fois de son histoire avec quatre points d'avance sur le Legia Varsovie.
La saison 2019-2020 est à part dans l'histoire du championnat polonais car le championnat est obligé se mettre en pause entre le 13 mars 2020 et le 29 mai 2020 à cause de la pandémie de Covid-19 qui touche aussi la Pologne. Le Legia Varsovie est sacré champion pour la quatorzième fois de son histoire et rejoint le Ruch Chorzów et le Górnik Zabrze. La saison 2020-2021 est elle aussi particulière et ne comportera pas de second phase. Il est aussi décidé de passer le championnat à 18 clubs pour la saison suivante. Le Legia remporte son quinzième titre, devenant le club le plus titré du pays. La saison suivante est remportée par le Lech Poznań.
Le Raków Częstochowa remporte son premier titre de champion de Pologne lors de la saison 2022-2023.

## Palmarès et statistiques

### Palmarès

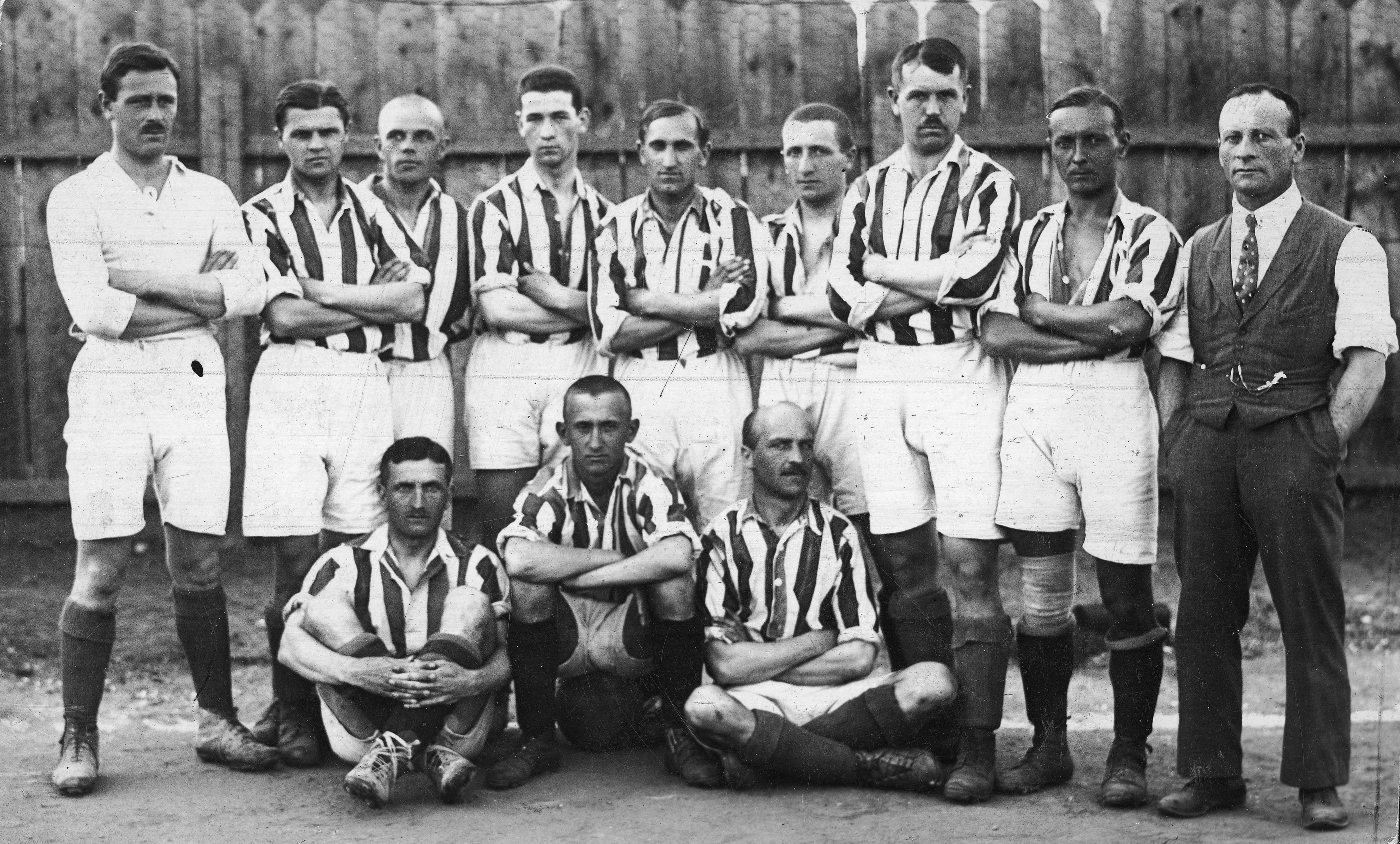
KS Cracovia, champion en 1921

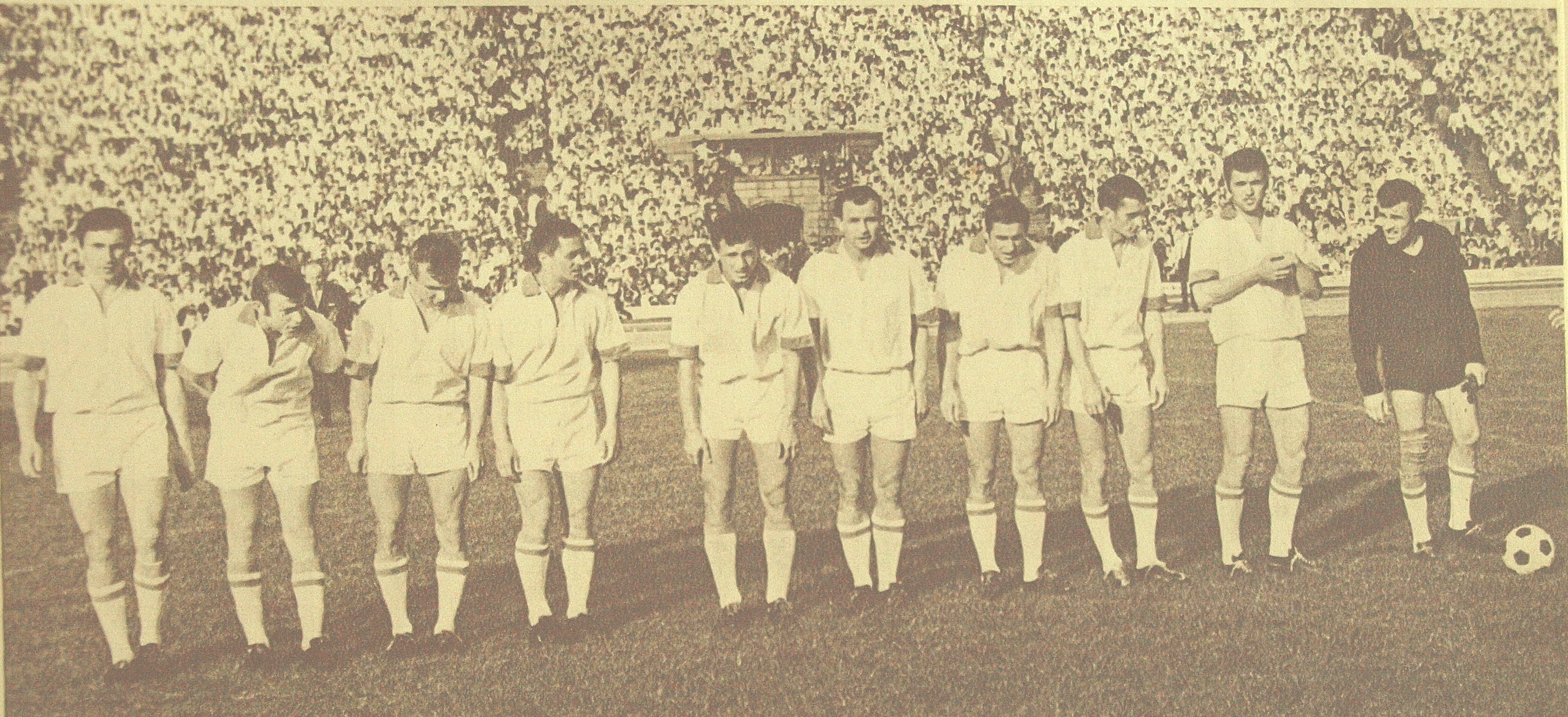
Ruch Chorzów, champion en 1968

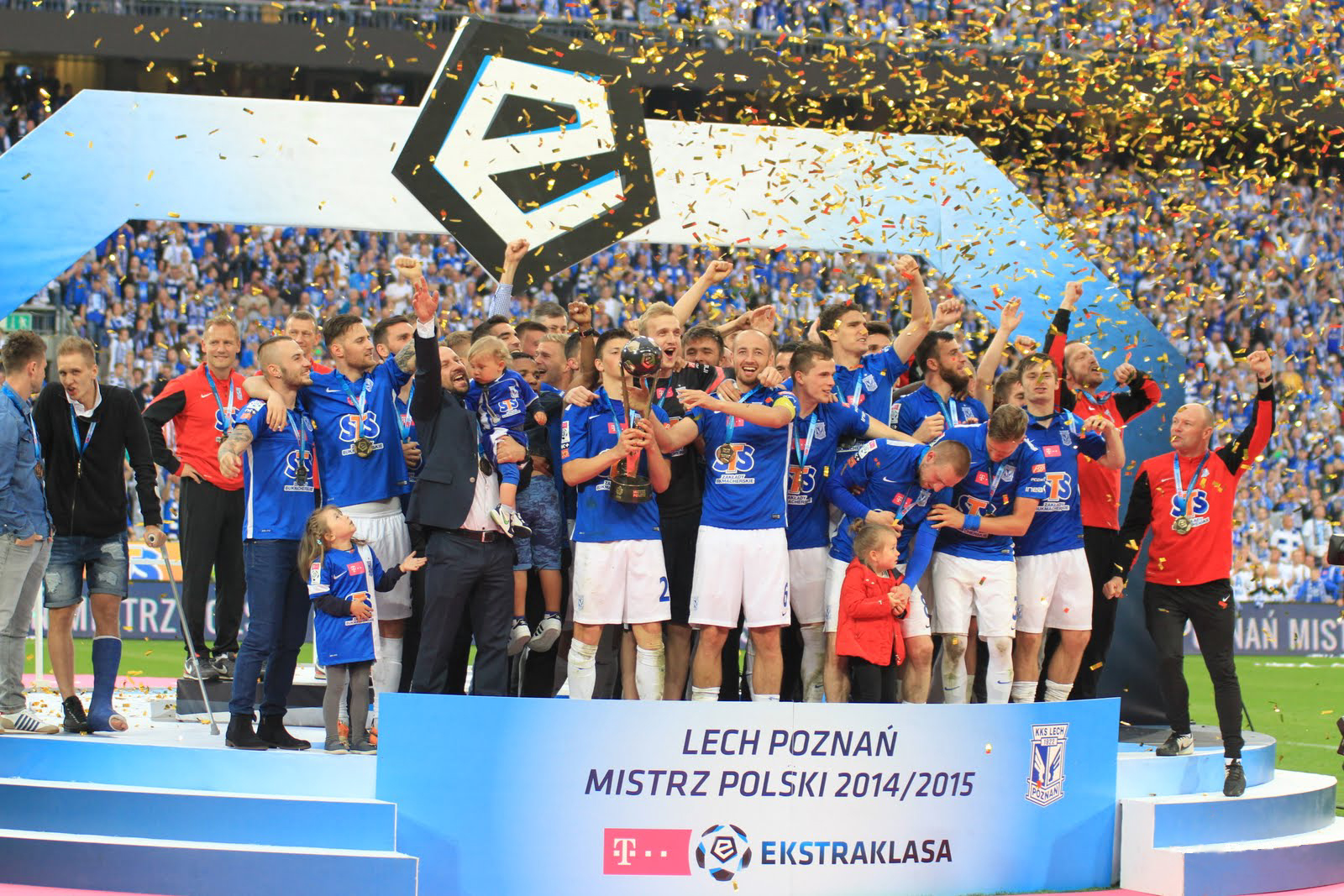
Lech Poznań, champion en 2015

| Titres | Club                  | Année(s)                                                                                 |
| ------ | --------------------- | ---------------------------------------------------------------------------------------- |
| 15     | Legia Varsovie        | 1955, 1956, 1969, 1970, 1994, 1995, 2002, 2006, 2013, 2014, 2016, 2017, 2018, 2020, 2021 |
| 14     | Górnik Zabrze         | 1957, 1959, 1961, 1963, 1964, 1965, 1966, 1967, 1971, 1972, 1985, 1986, 1987, 1988       |
| 14     | Ruch Chorzów          | 1933, 1934, 1935, 1936, 1938, 1951, 1952, 1953, 1960, 1968, 1974, 1975, 1979, 1989       |
| 13     | Wisła Cracovie        | 1927, 1928, 1949, 1950, 1978, 1999, 2001, 2003, 2004, 2005, 2008, 2009, 2011             |
| 9      | Lech Poznań           | 1983, 1984, 1990, 1992, 1993, 2010, 2015, 2022, 2025                                     |
| 5      | Cracovia              | 1921, 1930, 1932, 1937, 1948                                                             |
| 4      | Pogoń Lvov            | 1922, 1923, 1925, 1926                                                                   |
| 4      | Widzew Łódź           | 1981, 1982, 1996, 1997                                                                   |
| 2      | ŁKS Łódź              | 1958, 1998                                                                               |
| 2      | Warta Poznań          | 1929, 1947                                                                               |
| 2      | Polonia Bytom         | 1954, 1962                                                                               |
| 2      | Stal Mielec           | 1973, 1976                                                                               |
| 2      | Polonia Varsovie      | 1946, 2000                                                                               |
| 2      | Zagłębie Lubin        | 1991, 2007                                                                               |
| 2      | Śląsk Wrocław         | 1977, 2012                                                                               |
| 1      | Garbarnia Cracovie    | 1931                                                                                     |
| 1      | Szombierki Bytom      | 1980                                                                                     |
| 1      | Piast Gliwice         | 2019                                                                                     |
| 1      | Raków Częstochowa     | 2023                                                                                     |
| 1      | Jagiellonia Białystok | 2024                                                                                     |

### Statistiques et records

#### Clubs
|    | Club               | Saisons | MJ   |
| -- | ------------------ | ------- | ---- |
| 1  | Legia Varsovie     | 82      | 2266 |
| 2  | Wisła Cracovie     | 79      | 2131 |
| 3  | Ruch Chorzów       | 77      | 2070 |
| 4  | ŁKS Łódź           | 65      | 1720 |
| 5  | Górnik Zabrze      | 61      | 1779 |
| 6  | Lech Poznań        | 58      | 1684 |
| 7  | Pogoń Szczecin     | 46      | 1380 |
| 8  | Śląsk Wrocław      | 40      | 1236 |
| 9  | KS Cracovia        | 40      | 1028 |
| 10 | Zagłębie Sosnowiec | 36      | 987  |

De 1927 à 2019, il y a eu un total de 81 clubs différents qui ont participé à la première division polonaise

##### « L'Étoile polonaise »
En Pologne, l'attribution d'une étoile pour toutes les équipes ayant remporté dix titres de champion a été décidé en 2007, alors que trois clubs pouvaient déjà y prétendre. En effet, la première équipe à comptabiliser dix titres de champion est le Ruch Chorzów, après sa victoire en 1968 devant le Legia Varsovie. Quatre ans plus tard, c'est son rival, le Górnik Zabrze, qui gagne à son tour son dixième championnat. En 2005, le Wisła Cracovie, après trois titres consécutifs, est le troisième club polonais à compter à son palmarès dix titres de champion.
Plus récemment, à l'issue de la saison 2013-2014, le Legia remporte lui aussi son dixième titre de champion.
- Ruch Chorzów (1968)
- Górnik Zabrze (1972)
- Wisła Cracovie (2005)
- Legia Varsovie (2014)

#### Joueurs
|   | Joueurs           | Buts |
| - | ----------------- | ---- |
| 1 | Ernest Pohl       | 186  |
| 2 | Lucjan Brychczy   | 182  |
| 3 | Gerard Cieślik    | 168  |
| 4 | Tomasz Frankowski | 167  |
| 5 | Teodor Peterek    | 157  |

|   | Noms               | Matchs |
| - | ------------------ | ------ |
| 1 | Łukasz Surma       | 559    |
| 2 | Marcin Malinowski  | 458    |
| 3 | Marek Chojnacki    | 452    |
| 4 | Arkadiusz Głowacki | 435    |
| 5 | Dariusz Gęsior     | 427    |

## Aspects socio-économiques

### Transferts
| Rang | Joueur            | Indemnité | Année | Transfert        | Transfert        |
| ---- | ----------------- | --------- | ----- | ---------------- | ---------------- |
| 1er  | Bartosz Slisz     | 1,84 M€   | 2020  | Zagłębie Lubin   | Legia Varsovie   |
| 2e   | Rafal Murawski    | 1 M€      | 2011  | Rubin Kazan      | Lech Poznań      |
| 2e   | Pedro Tiba        | 1 M€      | 2018  | SC Braga         | Lech Poznań      |
| 2e   | Artur Sobiech     | 1 M€      | 2010  | Ruch Chorzów     | Polonia Varsovie |
| 2e   | Maciej Żurawski   | 1 M€      | 1999  | Lech Poznań      | Wisła Cracovie   |
| 2e   | Kamil Kosowski    | 1 M€      | 1999  | Górnik Zabrze    | Wisła Cracovie   |
| 2e   | Dominik Nagy      | 1 M€      | 2017  | Ferencváros      | Legia Varsovie   |
| 8e   | Artur Jędrzejczyk | 0,9 M€    | 2017  | FK Krasnodar     | Legia Varsovie   |
| 9e   | Jaroslav Mihalík  | 0,85 M€   | 2017  | SK Slavia Prague | KS Cracovia      |

| Rang | Joueur              | Indemnité | Année | Transfert        | Transfert                |
| ---- | ------------------- | --------- | ----- | ---------------- | ------------------------ |
| 1er  | Jakub Moder         | 11 M€     | 2020  | Lech Poznań      | Brighton and Hove Albion |
| 2e   | Radosław Majecki    | 7 M€      | 2020  | Legia Varsovie   | AS Monaco                |
| 3e   | Jan Bednarek        | 6 M€      | 2017  | Lech Poznań      | Southampton FC           |
| 4e   | Sebastian Szymański | 5,5 M€    | 2019  | Legia Varsovie   | FK Dynamo Moscou         |
| 4e   | Michal Karbownik    | 5,5 M€    | 2020  | AS Monaco        | Brighton and Hove Albion |
| 6e   | Adrian Mierzejewski | 5,25 M€   | 2011  | Polonia Varsovie | Trabzonspor              |
| 7e   | Bartosz Bialek      | 5 M€      | 2020  | Zagłębie Lubin   | VfL Wolfsburg            |
| 7e   | Bartosz Kapustka    | 5 M€      | 2016  | KS Cracovia      | Leicester City           |
| 9e   | Robert Lewandowski  | 4,75 M€   | 2010  | Lech Poznań      | Borussia Dortmund        |
| 10e  | Krzysztof Piatek    | 4,5 M€    | 2018  | KS Cracovia      | Genoa CFC                |

## Compétitions européennes

### Classement du championnat
Le tableau ci-dessous récapitule le classement de la Pologne au coefficient UEFA depuis 1960. Ce coefficient par nation est utilisé pour attribuer à chaque pays un nombre de places pour les compétitions européennes ainsi que les tours auxquels les clubs doivent entrer dans la compétition.
| 1960 | 1961 | 1962 | 1963 | 1964 | 1965 | 1966 | 1967 | 1968 | 1969 | 1970 | 1971 | 1972 | 1973 | 1974 | 1975 | 1976 | 1977 | 1978 | 1979 | 1980 | 1981 | 1982 | 1983 | 1984 |
| ---- | ---- | ---- | ---- | ---- | ---- | ---- | ---- | ---- | ---- | ---- | ---- | ---- | ---- | ---- | ---- | ---- | ---- | ---- | ---- | ---- | ---- | ---- | ---- | ---- |
| 20   | 21   | 19   | 20   | 18   | 16   | 13   | 14   | 10   | 8    | 7    | 7    | 7    | 8    | 10   | 14   | 13   | 13   | 14   | 13   | 17   | 20   | 23   | 20   | 21   |
| 1985 | 1986 | 1987 | 1988 | 1989 | 1990 | 1991 | 1992 | 1993 | 1994 | 1995 | 1996 | 1997 | 1998 | 1999 | 2000 | 2001 | 2002 | 2003 | 2004 | 2005 | 2006 | 2007 | 2008 | 2009 |
| 22   | 20   | 21   | 22   | 22   | 23   | 19   | 20   | 19   | 18   | 17   | 22   | 18   | 18   | 20   | 19   | 20   | 20   | 17   | 16   | 18   | 22   | 23   | 25   | 26   |
| 2010 | 2011 | 2012 | 2013 | 2014 | 2015 | 2016 | 2017 | 2018 | 2019 | 2020 | 2021 | 2022 | 2023 | 2024 | 2025 |      |      |      |      |      |      |      |      |      |
| 26   | 24   | 20   | 21   | 21   | 19   | 18   | 20   | 21   | 25   | 29   | 30   | 28   | 24   | 21   | 15   |      |      |      |      |      |      |      |      |      |

Le tableau suivant affiche le coefficient actuel du championnat polonais.
| Rang | Pays     | 2020-2021 | 2021-2022 | 2022-2023 | 2023-2024 | 2024-2025 | Coefficient |
| ---- | -------- | --------- | --------- | --------- | --------- | --------- | ----------- |
| 13   | Autriche | 6,700     | 10,400    | 4,900     | 4,800     | 9,650     | 36,450      |
| 14   | Écosse   | 8,500     | 7,900     | 3,500     | 6,400     | 9,250     | 35,550      |
| 15   | Pologne  | 4,000     | 4,625     | 7,750     | 6,875     | 11,750    | 35,000      |
| 16   | Danemark | 4,125     | 7,800     | 5,900     | 8,500     | 7,656     | 33,981      |
| 17   | Suisse   | 5,125     | 7,750     | 8,500     | 5,200     | 7,050     | 33,625      |

### Coefficient des clubs
| Rang | Club                  | 2020-2021 | 2021-2022 | 2022-2023 | 2023-2024 | 2024-2025 | Coefficient |
| ---- | --------------------- | --------- | --------- | --------- | --------- | --------- | ----------- |
| 70   | Legia Varsovie        | 2,500     | 4,000     | -         | 9,000     | 15,500    | 31,000      |
| 93   | Lech Poznań           | 3,000     | -         | 14,000    | 2,000     | -         | 19,000      |
| 119  | Jagiellonia Białystok | -         | -         | -         | -         | 14,000    | 14,000      |
| 186  | Raków Częstochowa     | -         | 2,500     | 2,500     | 3,000     | -         | 8,000       |